# Crónica latina de los reyes de Castilla
La Crónica latina de los reyes de Castilla o  Chronica latina regum Castellae (también llamada Crónica de Castilla) es una historia de los reyes castellanos escrita en latín durante el reinado de Fernando III que comprende desde la muerte del legendario conde Fernán González hasta la conquista de Córdoba por aquel rey en 1236. Fue escrita con toda probabilidad por el obispo de Osma Juan de Soria, canciller del rey Fernando III entre 1217 y 1239, desde el segundo cuarto del siglo XIII.
La crónica se detiene fundamentalmente en el relato de los hechos de Alfonso VIII y Fernando III, los monarcas a quienes de forma prioritaria se pretende ensalzar en esta obra, concebida como un speculum principis (espejo de príncipes) y destinada a los intelectuales de la corte.
Charlo Brea afirma que la historia, en una primera versión, se interrumpía de modo abrupto con la muerte de Alfonso IX y a partir de ahí, y en una segunda etapa, otro autor —o el propio Juan de Soria, según Francisco J. Hernández— continuara la obra hasta la conquista cordobesa entre 1236 y 1239. Inés Fernández-Ordóñez, en 2006, postula una redacción en tres etapas entre 1223 y 1237 y reafirma la autoría única del obispo de Osma.
La crónica, a diferencia de sus contemporáneas Chronicon mundi y De rebus Hispaniae, está redactada de modo fluido a partir de la documentación de la cancillería real (propia de su oficio como escribano real) y los conocimientos memorísticos del autor (que fue testigo de muchos de los hechos que narra), sirviéndose escasamente de la compilación de fuentes escritas, método central de las historias de Lucas de Tuy y Rodrigo Ximénez de Rada respectivamente mencionadas.
Juan de Soria, por tanto, defiende con su obra los intereses de la dinastía real castellana (a la que, lógicamente, sirve por su cargo) frente a los de León. Para situar al reino de Castilla en el contexto internacional, introduce de modo sincrónico noticias del Magreb, del Imperio bizantino o del Reino de Francia. Esta característica (que no aparece en las obras del Tudense y el Toledano), será seguida en la segunda mitad del siglo XIII por la General estoria y la Estoria de España de Alfonso X el Sabio.

## Ediciones
- Luis Charlo Brea (ed.), Crónica latina de los reyes de Castilla, Cádiz, Universidad, 1984. ISBN 978-84-600-3487-2
- María Desamparados Cabanes Pecourt (ed.), Crónica latina de los reyes de Castilla, Zaragoza, Anubar, 1985. ISBN 978-84-7013-211-7
- Luis Charlo Brea (ed.), Chronica latina regum castellae, en Chronica hispana saeculi XIII, Corpus Christianorum. Continuatio Mediaevalis, Turnholthi, Brepols (Belgium), 1997, págs. 7-118.

## Traducciones
- Luis Charlo Brea (ed.), Crónica latina de los reyes de Castilla, Madrid:, Akal, 1999, (Clásicos latinos medievales, 8) ISBN 978-84-460-0919-1